# 嚴浩
嚴浩（英語：Yim Ho，1952年12月24日—），祖籍江苏吴县，香港電影導演，八十年代初香港新浪潮電影的主力人物之一。最經典名作有《似水流年》和《滚滚红尘》，嚴浩亦憑两片分别得到第四屆香港電影金像獎和第27届金马奖最佳導演。

## 背景

### 早年生活
嚴浩在香港渡船街出生，有8名兄弟姊妹，自己排行第5。除了他及對下2弟1妹之外，對上的4名兄姊皆於中國內地出世。他任職《新晚報》報館編輯主任的父親嚴慶澍，筆名「唐人」，是小說《金陵春夢》的作者。，1949年與妻子一同來港定居，而嚴浩的外公是前清朝官員。嚴浩早年分別在何文田街及界限街警察體育遊樂會對面、能目睹大坑東木屋區大火的住宅長大，畢業於香島中學（小學部）和香島中學，與鮑德熹為小學同學。他從就讀小學四年級起寫作散文投稿，自小閱讀中外名著。到中學時已發表小說及雜文，同期自學拉二胡與手風琴、吹奏口琴與笛子以及創作中樂，又會參與校內的話劇演出，但讀書成績一般。1970年中五畢業後因不喜歡讀書而無意升讀大學，遂聽從胞姊的朋友、導演梁普智介紹赴英入讀倫敦電影學校。留英期間於餐館當侍應，以賺取學費。

### 事業發展
負笈英國之前，他在1970至1973年於香港一所銀行當了三年會計文員。後來由於覺得浪費光陰，所以才赴英進修兩年制電影課程。嚴浩在1975年返回香港，本來自薦應徵亞洲電視編劇職位，結果在不被錄用的情況下，獲編劇陳韻文介紹接觸《新晚報》娛樂記者楊麗君，繼而被楊氏推薦認識朱克的助手，開始在無綫電視任職編劇及編導。首個負責編劇的作品是由石修、汪明荃主演的《功夫熱》。另外他由電視台編劇組調到菲林組，擔任兒童節目《跳飛機》其中一個導演。數個月後轉為拍攝探奇節目《奇趣錄》，曾到南韓拍攝海女生活和到三八線軍事區採訪秘密通道新聞。
1977年，嚴浩導演的《國際刑警》之〈冤獄〉，在美國紐約國際電視節獲銅牌。他在一次到中環迪士可「Go Down」消遣的場合下，遇上在台上唱歌的林子祥；林子祥知道仁泰賞識嚴浩，於是指引嚴浩與于氏見面。未幾在1978年改投影圈，第一部執導之電影為《茄喱啡》，該片被認為是香港第一部新浪潮電影。同年，陳欣健與余允抗、于仁泰以及嚴浩合組公司「影力電影」製作電影。及後於1984年，嚴浩受父親離世啟發構思出《似水流年》的故事，並替青鳥電影執導，以濃厚的鄉土情懷一新港產片耳目，最終以此片獲得香港電影金像獎最佳影片及最佳導演。當年他通過經理人幫忙重金邀請喜多郎為《似水流年》作曲，而夏夢也邀請金庸為原稱「紙蝴蝶」（嚴浩所改）的電影改名為《似水流年》。
1990年，嚴浩拍攝《滾滾紅塵》，獲得八項金馬獎，電影靈感來自嚴浩於1960年代初跟隨母親坐火車到西安接濟親戚時的回憶。1996年的作品《太陽有耳》更為他帶來德國柏林電影節最佳導演及國際影評人獎。在1990年代，嚴浩應李純恩邀請為雜誌《清秀》撰寫專欄。2000年代拍攝過兩齣電影作品。現時他仍參與電影創作，正構思兩個電影故事，同時多把時間花在推廣養生生活。因經常遷居，嚴浩把他入行以來獲得的大部分重要獎項都捐予香港電影資料館作藏品封存。

## 個人生活
嚴浩有兩段婚姻，前妻是教育家陳樹渠的女兒、導演陳燭昭。他在2011年2月27日出席新書發佈會時，親口承認與26歲報稱作家的賈楠結婚。其妻在2017年1月23日為他誕下一名女兒，2020年再誕下次子。嚴的長子則由前妻所生。

## 電影作品
- 1978年 茄喱啡
- 1979年 夜車
- 1980年 公子娇
- 1984年 似水流年 (香港電影金像獎最佳影片、導演等六項獎項)
- 1987年 天菩萨
- 1990年 滾滾紅塵 (電影)
- 1990年 棋王 (與徐克合導)
- 1994年 天國逆子
- 1996年 太陽有耳
- 1997年 我愛廚房
- 2001年 庭院里的女人
- 2005年 鸳鸯蝴蝶
- 2012年 浮城[11]

## 電視劇
- 1989年 上海風雲之爭雄歲月
- 2007年 周璇

## 電視節目
- 2012年《食德好．嚴浩偏方》[12]
- 2015年《你健康嗎？》（第一輯）

## 著作
- 《嚴浩特選秘方集》[13]
- 《嚴選偏方》[14]
- 《嚴選偏方二》[15]

## 資料來源
1. ↑  . 香港蘋果日報. 2011-01-01  [2018-05-20]. （原始内容存档于2019-04-02）.
2. 1 2  . 明周. 2017-02-04  [2021-12-15]. （原始内容存档于2021-12-15）.
3. ↑  . 開放雜誌. 2012-05-05  [2018-01-09]. （原始内容存档于2020-02-06）.
4. ↑  . 香港蘋果日報. 2013-01-20  [2018-05-20]. （原始内容存档于2018-05-20）.
5. ↑  . 《3週刊》第755期. 2014-03-26  [2018-05-20]. （原始内容存档于2018-05-20）.
6. ↑  . 東方日報. 2013-01-18  [2023-01-19]. （原始内容存档于2023-01-19）.
7. ↑  . 香港中文大學第十七期《大學線》. 1997-11-17  [2018-05-20]. （原始内容存档于2020-01-18）.
8. ↑  . 香港電影資料館. 2017  [2021-12-15]. （原始内容存档于2021-12-15）.
9. ↑  . 文匯報. 2011-02-28  [2011-07-15]. （原始内容存档于2011-03-04）.
10. ↑  . 明周. 2017-02-05  [2018-05-20]. （原始内容存档于2018-07-05）.
11. ↑  . 新浪. 2012-04-23. （原始内容存档于2016-03-04）.
12. ↑  . 香港有線電視.   [2013-01-30] （粵語）.
13. ↑  嚴浩. . 香港: 萬里機構. 2011-01. ISBN 9789621444820.
14. ↑  嚴浩. . 香港: 青森文化. 2012-05: 260  [2012-05-17]. ISBN 9789888164172. （原始内容存档于2019-03-31） （中文）.
15. ↑  嚴浩. . 香港: 青森文化. 2013-05: 288  [2013-05-16]. ISBN 9789888223183. （原始内容存档于2019-03-28） （中文）.

## 外部連結
- 嚴浩的Facebook專頁